# Zehra Sayers
Zehra Sayers (nascida em 25 de setembro de 1953) é uma bióloga estrutural turco-britânica. Ela já atuou como presidente interina da Universidade Sabancı (fevereiro-novembro de 2018) e co-presidiu o comitê consultivo científico para a Synchrotron-Light for Experimental Science and Applications in the Middle East (SESAME). Ela é parte de um grupo de cinco cientistas que recebeu o Prêmio AAAS de Diplomacia Científica em 2019. Ela possui cidadania turca e britânica.

## Infância e educação
Zehra Sayers nasceu na Turquia. Ela estudou física na Universidade Boğaziçi, em Istambul, capital da Turquia. Para seus estudos de pós-graduação, Zehra Sayers mudou-se para o Reino Unido. Em 1978, ela obteve o doutorado pela pesquisa realizada Na Faculdade de Educação Médica, do King's College London GKT, o diploma foi concedido pela Universidade de Londres. Ela obteve a cidadania britânica em consequência de seu primeiro casamento com o geocientista britânico Colin Sayers.  Zehra Sayers trabalhou como pesquisadora de pós -doutorado na Open University, no Reino Unido, e no Wallenberg Laboratory, na Universidade de Uppsala, na Suécia. Em 1986, ela foi a primeira mulher cientista a ser nomeada para a estação externa de Hamburgo (Alemanha) do Laboratório Europeu de Biologia Molecular, onde usou radiação síncrotron para estudar proteínas do citoesqueleto e cromatina. Enquanto trabalhava na Alemanha, ela obteve sua habilitação (mais alto grau acadêmico do país), em 1996, com uma Tese da Universidade de Hamburgo, onde seu colaborador, o especialista em política externa turco-americano Ahmet Evin, atuou como professor até 1995.

## Pesquisa e carreira
Em 1998, Zehra Sayers retornou à Turquia, juntando-se ao corpo docente fundador da Universidade Sabancı como colaboradora de Ahmet Evin.  Fundada pelo conglomerado industrial e financeiro turco Hacı Ömer Sabancı Holding A.Ş., a Universidade Sabancı foi a primeira e única universidade onde Zehra Sayers atuou como membro do corpo docente: ela foi diretora do Programa de Desenvolvimento da Fundação (2010) e presidente interina (fevereiro a novembro de 2018). Sua pesquisa considerou a produção de proteínas recombinantes e a estrutura de fibras de cromatina e proteínas filamentosas. Ela busca identificar a relação entre estrutura e função em macromoléculas. Na Universidade Sabanci, Zehra Sayers estava envolvida no ensino de graduação, desenvolvendo um currículo interdisciplinar de artes liberais para o ensino de ciências. Ela se tornou professora emérita em 2022.
Zehra Sayers se envolveu com o projeto Synchrotron-Light for Experimental Science and Applications in the Middle East (SESAME) desde 2000. A fonte de luz foi inaugurada em 2017, por Abdullah II da Jordânia. Ela acredita que as fontes de luz síncrotron são uma maneira eficaz de integrar cientistas de diferentes disciplinas e nacionalidades. Durante seu tempo como co-presidente do Comitê Consultivo Científico, mais de 100 jovens cientistas foram treinados para usar a radiação síncrotron. Ela ocupou o cargo de copresidente do Comitê Consultivo Científico do SESAME, de 2002 a 2018. Zehra Sayers trabalhou como consultora para o projeto Turkish Accelerator Center, apoiado pelo estado turco. Juntamente com Eliezer Rabinovici, ela falou sobre as colaborações internacionais que fazem parte do SESAME no TED x CERN, em 2013.
Ela recebeu o EuroScience Rammal Award, em 2017, que reconheceu suas contribuições para a construção do programa científico do SESAME. Em 2019, Zehra Sayers se tornou a primeira pessoa com cidadania turca e britânica a ganhar o Prêmio AAAS de Diplomacia Científica, como parte de um grupo de cinco cientistas que receberam o prêmio por suas contribuições ao SESAME. Mais tarde naquele ano, ela foi nomeada uma das 100 mulheres da BBC em 2019.
Zehra Sayers chamou a atenção em 2021 para um artigo sobre política turca, publicado pela EuroScience, no qual ela descreveu as Forças Armadas turcas como um dos "pilares fundamentais estabelecidos no estado" e criticou o Partido da Justiça e Desenvolvimento da Turquia por ter "sistematicamente afastou o país de sua constituição secular", imposta pelas Forças Armadas turcas após o golpe de Estado turco de 1980.

### Publicações selecionadas
Zehra Sayers não publicou nenhuma monografia. É co-autora de três artigos científicos e autora de um artigo de opinião política:
- Sayers, Zehra (2021). «Unrest at Boğaziçi University». EuroScientist
- Ozturk, Levent; Yazici, Mustafa Atilla; Yucel, Cemal; Torun, Ayfer; Cekic, Cemal; Bagci, Ahmet; Ozkan, Hakan; Braun, Hans-Joachim; Sayers, Zehra (2006). «Concentration and localization of zinc during seed development and germination in wheat». Physiologia Plantarum. 128: 144–152. doi:10.1111/j.1399-3054.2006.00737.x
- Sayers, Zehra; Koch, Michel H.J.; Whitburn, Susan B.; Meek, Keith M.; Elliott, Gerald F.; Harmsen, Arnold (1982). «Synchrotron X-ray diffraction study of corneal stroma». Journal of Molecular Biology. 160 (4): 593–607. PMID 7175938. doi:10.1016/0022-2836(82)90317-5
- Meek, Keith M.; Elliott, Gerald F.; Sayers, Zehra; Whitburn, Susan B.; Koch, Michel H.J. (1981). «Interpretation of the meridional X-ray diffraction pattern from collagen fibrils in corneal stroma». Journal of Molecular Biology. 149 (3): 477–488. PMID 7310887. doi:10.1016/0022-2836(81)90482-4

## Prêmios e honras
- Prêmio EuroScience Rammal 2017[3]
- 2019 Membro Honorário da Sociedade da Academia de Ciências da Turquia[20]
- Prêmio AAAS de Diplomacia Científica 2019 concedido a um grupo de 5 cientistas relacionados ao SESAME, incluindo Zehra Sayers[16]
- 2019 100 Mulheres (BBC)[18]